# دیوید لام
دیوید لام (انگلیسی: David Lam) یک کارگردان فیلم، تهیه‌کننده فیلم و هنرپیشه اهل هنگ کنگ است.

## گزیده آثار کارگردانی
- خداحافظ مادر (۱۹۸۵)
- زندان زنان[۱] (۱۹۸۸)
- اولین شلیک (۱۹۹۳)
- فرشتگان خیابانی (۱۹۹۹)
- طوفان زد (۲۰۱۴)
- طوفان اس[۲]

|- (۲۰۱۶)
- طوفان ال (۲۰۱۸)
- طوفان پی (۲۰۱۹)
- طوفان جی (۲۰۲۱)